# Bundestag (metropolitana di Berlino)
La stazione di Bundestag è una stazione della metropolitana di Berlino, sulla linea U5.

## Storia

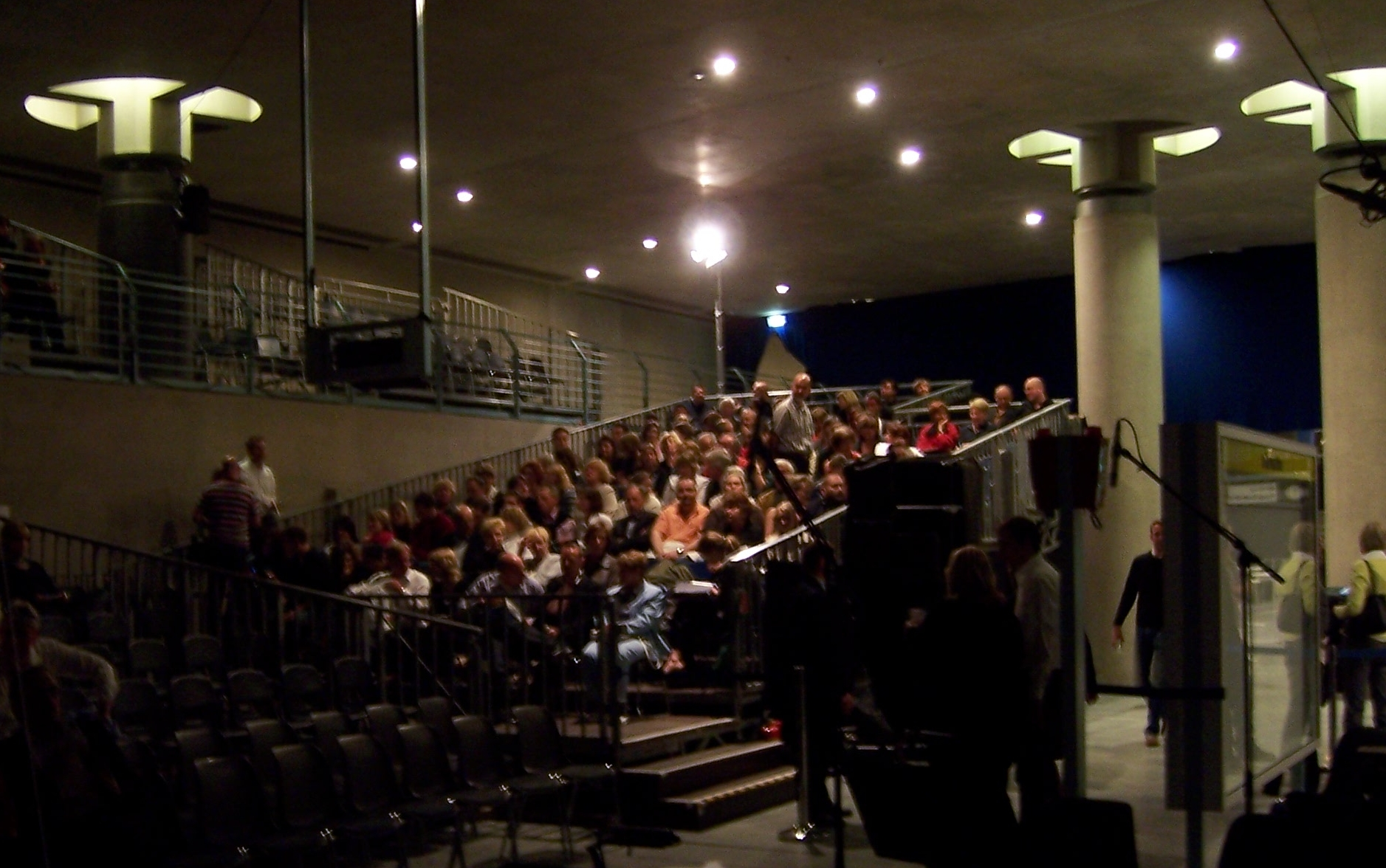
Spectators seated for an opera performance on 16 November 2008. At that time the station was not served by any line.

Sebbene la costruzione fosse terminata nel 1994, occorse più di un decennio prima che entrasse in funzione nell'agosto 2009, servita dalla linea U55. Nel frattempo, la stazione parzialmente completata con il suo soffitto alto e l'architettura insolita è stata utilizzata come location per eventi culturali, per le rappresentazioni dell'opera Il flauto magico e come set cinematografico per diversi film  (la serie Resident Evil, Æon Flux e Equilibrium).
Inaugurata l'8 agosto 2009 inizialmente solo con la piattaforma orientale accessibile, senza scale mobili causa il basso afflusso previsto e solo come servizio di navetta con le due uniche altre stazioni della Linea U55. Con il prolungamento di quest'ultima nel 2020 fino a Alexanderplatz, è stata integrata con la Linea U5.